# Hasan Muhammad Hasan Fu’ad
Hasan Muhammad Hasan Fu’ad (arab. حسن محمد حسن فؤاد ;ur. 1 lutego 1999) – egipski zapaśnik walczący w stylu wolnym. Triumfator mistrzostw arabskich w 2018. Wicemistrz Afryki juniorów w 2014, 2015 i 2018 roku.